# 1899年の相撲
1899年の相撲（1899ねんのすもう）は、1899年の相撲関係のできごとについて述べる。

## 本場所など
- 1月場所（東京相撲）[1]
  - 興行場所:本所回向院
  - 1月8日より晴天10日間興行
- 5月場所（東京相撲）[2]
  - 興行場所:本所回向院
  - 5月26日より晴天10日間興行
- 6月場所（大阪相撲）[3]
  - 興行場所:南地五階南手空地
  - 晴天10日間興行

## 誕生
- 2月2日 - 開月勘太郎（最高位：前頭13枚目、所属：尾車部屋→峰崎部屋→片男波部屋→伊勢ノ海部屋→花籠部屋、+ 1966年【昭和41年】）[4]
- 2月8日 - 寶川政治（最高位：前頭3枚目、所属：友綱部屋、+ 1973年【昭和48年】）[5]
- 2月20日 - 兼六山鉄太郎（最高位：前頭13枚目、所属：浦風部屋→立浪部屋、+ 1967年【昭和42年】）[6]
- 4月6日 - 常陸嶽理市（最高位：前頭2枚目、所属：出羽海部屋、+ 1958年【昭和33年】）[7]
- 5月17日 - 稲ノ森勉（最高位：前頭14枚目、所属：入間川部屋→出羽海部屋、+ 1963年【昭和38年】）[8]
- 6月21日 - 鬼風一男（最高位：前頭7枚目格付出（大阪大関）、所属：出羽海部屋、+ 1927年【昭和2年】）[9]
- 12月13日 - 荒熊谷五郎（最高位：前頭6枚目（大阪大関）、所属：陣幕部屋、+ 1979年【昭和54年】）[10]

## 死去
- 2月21日 - 熊ヶ嶽庄五郎（最高位：大関（大阪相撲）、所属：湊部屋、* 1848年【嘉永元年】）
- 9月27日 - 黒岩万吉（最高位：前頭2枚目（現役没）、所属：高砂部屋、* 1871年【明治4年】）